# ST12
ST12 – indonezyjski zespół muzyczny z Bandungu, wykonujący pop malajski. Powstał w 2005 roku w składzie: Ilham Febry (Pepep) – perkusja, Dedy Sudrajat (Pepeng) – gitara, Muhammad Charly van Houten (Charly) – wokal, Iman Rush – gitara.
W 2005 roku wydali swój debiutancki album pt. Jalan Terbaik. W 2009 r. otrzymali Anugerah Musik Indonesia (AMI) w kategorii najlepszy album popowy (za album P.U.S.P.A). Wśród przebojów, które wypromowali, są takie utwory jak „Rasa Tertinggal”, „PUSPA” czy „Saat Terakhir”.

## Dyskografia
- Jalan Terbaik (2005)
- P.U.S.P.A (2008)
- P.U.S.P.A Repackage (2009)
- Pangeran Cinta (2010)
- Lentera Hati (2013)
- Terjemahan Hati (2014)